# Kresznerics Ferenc
Kresznerics Ferenc (Ivánc, 1766. február 24. – Alsóság, 1832. január 18.) esperes-plébános, tanár, a Magyar Tudományos Akadémia tiszteleti tagja, szótáríró.

## Élete
Szülei Kresznerics Ádám Mihály tanító és jegyző, valamint a nemesi származású Lóránth Krisztina voltak. Elemi iskoláit édesapja – a helyi iskolamester - vezetésével végezte, majd 1777-től a szombathelyi gimnáziumban a a későbbi kisgimnáziumnak megfelelő három évfolyamos grammatikai osztályban tanult. Mivel Niczky Kristóf tankerületi főigazgató Szombathelyen megszüntette a felsőbb két évfolyamos humanitásosztályt, 1780-tól Sopronban folytatta gimnáziumi tanulmányait, ahol elsősorban matematikában tűnt ki.
1785-ben kisszeminaristaként került át Pozsonyba, ahol a jozefinista szellemű generális szemináriumban leérettségizett, majd hittudományt és filozófiát tanult. Nyelvészeti érdeklődése mellett már ekkor megmutatkozott természettudományi, matematikai érdeklődése. Ezekben az években érdeklődése már a nyelvek felé fordult, a latin mellett elsajátította az olaszt, a franciát, a hébert, a görögöt, majd a német nyelvet. 1790. augusztus 24-én szentelte pappá Szily János, Szombathely első püspöke. Három évig nyugat-dunántúli településeken szolgált káplánként: Nádasd, Salomvár és Gyöngyösapáti után szülőfalujába, majd Zalaegerszegre került.
1793-ban Szily János Szombathelyen megalapította az akadémiai szintű képzést nyújtó Királyi Bölcseleti Lyceumot, miután a győri akadémiát Pécsre helyezték, és nyomában űr keletkezett a régió oktatási rendszerében. Kresznerics Ferenc a matematikai katedrát kapta, aki így a matematika mellett annak melléktárgyait, többek között méréstudományt, építészetet és dinamikát is oktatott. Az újonnan alapított iskola számára, részben saját pénzéből, szemléltetőeszközöket vásárolt, s mivel a rendelkezésre álló tankönyveket nem találta megfelelőnek, azokat kiegészítette, s három – építészeti, geometriai és algebrai témájú – kézikönyvet is írt.
Kresznerics 1794-ben püspöke biztatására, és az intézmény előírásainak megfelelően megszerezte filozófiai doktorátusát.
Néhány évvel később azonban már nézeteltérések árnyékolták be tanári munkáját. Novák Krizosztom tankerületi főigazgatóval és Szily János püspökkel szemben kiállt a szabadabb nevelést képviselő Lukafalvi Zarka Károly igazgató mellett, akit az iskola alapításakor az általános megyegyűlés Szily János püspök tiltakozása ellenére választott meg. 1804-ben pedig a jóváhagyásra be nem nyújtott tanmenet – vagyis a hivatalban levő tankönyvektől való eltérés –miatt támadt ellentéte elöljáróival. Ezek a konfliktusok is hozzájárultak ahhoz, hogy elfogadta a szintén Vas megyei származású, ott nagy birtokokkal rendelkező Medgyesi Somogyi János államtanácsos, későbbi alkancellár kérését, vállalja el fia nevelését Bécsben, ahol nemcsak kapcsolatait, hanem értékes művekkel, ritkaságokkal könyvtárát is gyarapíthatta.
Két év után visszatérve Szombathelyre nagy kedvvel folytatta tanári munkáját. A tudós polihisztornak ekkor már nagy tekintélye és ismertsége volt. Ez idő tájt került kapcsolatba Széchényi Ferenc gróffal is, akinek magántanuló fiai, Pál és István 1806 és 1808 között az intézetben tették le vizsgáikat. Széchenyi István az első évfolyam anyagából, valamint a második évfolyam geometriai és mennyiségtani ismereteiből Kresznerics Ferencnél vizsgázott, fennmaradt bizonyítványai szerint kitűnő eredménnyel. A gróftól 1807-ben megkapta az akkor már nyilvános Széchenyi könyvtár katalógusát, sőt ugyanabban az évben Pesten személyesen is fölkereste a könyvtárat.
Líceumi tanársága, illetve bécsi tartózkodása idején Kresznerics Ferenc több nagy utazást is tett, amelyekről – olvasmányaihoz hasonlóan – naplójegyzeteket írt. Közmondásokat gyűjtött, kiterjedt levelezést folytatott, többek között az egykor szintén Pozsonyban teológiát tanuló és rövid ideig Szombathelyen is tanító, a Hazai s Külföldi Tudósításokat szerkesztő Kultsár Istvánnal, és két paptársával, a nyelvújító, műfordító Fabchich Józseffel és Pasquich Jánossal, a Budai Csillagvizsgáló igazgatójával. Ebben az időben újabb nyelvekkel – lappal, perzsával és törökkel – bővítette nyelvtudását.
Nagy érdeklődést mutatott a numizmatika iránt is. Feltehetően Szombathely római emlékei is indíthatták arra, hogy már diákkorától, aztán későbbi utazásai alatt is gyűjtötte a régi pénzeket és egyéb ritkaságokat, de érdeklődéséről könyvtára is tanúskodik. A nagyobb részt római, de hazai pénzérméket is magában foglaló gyűjteményéről 1803-ban készítette első kéziratát, majd 1819-ben kétkötetes tudományos leírásban dolgozta fel érmegyűjteményét. 1803-ban elkészítette a szombathelyi múzeum római régiségeinek teljes leltárát is. Régi érmékről készült vagy azokat idéző rézmetszetekkel díszítve jelent meg 1806-ban korábban elkezdett fordítása is II. Julianus A császárok című művéből, az eredeti szöveget komoly filológiai és történelmi jegyzetanyaggal egészítette ki.
1808-ban újabb ügyben különbözött össze a tankerületi főigazgatóval. Mivel az intézmény alapító okiratában nem szerepelt a kitétel, megtagadta, hogy kéziratain utalást tüntessen fel a főigazgatói engedélyezésre, majd hosszú vitát követően 1810-ben nem tartotta meg az ún. tentamen publicumot, az év végi nyilvános vizsgát. Kresznericsnek távoznia kellett a katedráról, a hivatali ügyintézés lassúsága miatt végül 1812. március 31-én nevezte ki Somogyi Lipót megyés püspök Ság község – később Alsóság, ma Celldömölkhöz tartozik – plébánosává. Ságra kerülve sikerült annyi pénzt összegyűjtenie, hogy felújíttatta a falu romos állapotú templomát, új lélekharangot készíttetett, és az őt támogató Medgyesi Somogyi családtól ajándékba kapott Madonna-festmény számára neobarokk oltárt építtetett. 1822-ben Kemenesalja esperese, 1827-ben pedig szentszéki ülnök – szótára címlapja szerint „szent széki bíró” – lett.
Ezekben az években papi munkája mellett elsősorban szótárán dolgozott, tájnyelvi feljegyzésekkel is bővítve forrásait, de szellemi kapcsolatai is elevenek maradtak. Ságon ismerkedett meg a közeli Duka falu két jeles szülöttével, Zádor (Stettner) György jogtudóssal, Vas vármegye képviselőjével, s rajta keresztül Dukai Takách Judit költőnővel is, aki számos versét először Kresznericsnek mutatta meg. Zádor Györgynek oroszlánrésze volt Kresznerics szótárának megjelentetésében is, hiszen magára vállalta támogatók gyűjtését Vas vármegye közgyűlésében, s Vörösmarty Mihály figyelmébe ajánlotta Kresznerics művét. 1830. augusztus 20-i dátummal Vörösmarty és a Magyar Tudós Társaság más tagjai könyvismertetést és előfizetői felhívást jelentettek meg a Tudományos Gyűjteményben. Kresznericset, aki ekkor már sokat betegeskedett. 1831. február 16-án a Magyar Tudós Társaság tiszteleti tagjának választotta, elsőként az alsópapság köréből, s még megérte a Magyar szótár gyökérrenddel és deákozattal első kötetének megjelenését.
Kresznerics Ferenc 1832. január 18-án Ságon halt meg. Az alsósági katolikus temetőben nyugszik, sírhelyét a Nemzeti Emlékhely és Kegyeleti Bizottság „A” kategóriában a Nemzeti Sírkert részévé nyilvánította.

## Tudományos munkássága
Kresznerics Ferenc tudományos munkásságának – az oktatási tevékenységével összefüggő matematika és a numizmatika mellett – legmaradandóbb és legjelentősebb területe a nyelvészet.
A pozsonyi szemináriumban élő európai nyelvek mellett klasszikus és keleti nyelvekkel is ismerkedni kezdet, ebből az időből több nyelvtanulást segítő kézirata is fönnmaradt. Fordításokat készített – ekkor kezdte görögből fordítani II. Julianus művét is –, saját használatra görög-latin szótárt állított össze. Az olaszúl tanuló című munka mintegy mellékterméke utolsó szemináriumi évében elkezdett olasz tanulmányainak,  „a’ magyar nyelvtanítók’ s ’tanulók hasznára” írt Magyar nyelvkönyve pedig már előrevetíti szótárának bizonyos vonásait.
A könyvgyűjtést Kresznerics még diákkorában kezdte, gyűjteménye idővel komoly könyvtárrá nőtt, matematikai, építészeti, nyelvészeti munkák, szótárak, francia és antik szerzők mellett számos ősnyomtatvány, 16–17. századi kiadvány és korabeli írók személyesen neki ajándékozott kötetei gazdagították azt. Kresznerics az általa elolvasott munkákat Analecta philologica cím alatt még diákkorában kezdte összeírni s kivonatolni, ezt a gyakorlatát élete végéig megtartotta. Könyvtára és az olvasmányairól, olvasási szokásairól, literátori kapcsolatairól számot adó, olykor életrajzi adatokat is tartalmazó, 1782 és 1832 között keletkezett több ezer oldalas, kilenc negyedrét méretű kötetet kitevő kézirat legfontosabb művéhez, a kétkötetes A magyar szótár gyökérrenddel és deákozattal című szótárhoz is adattárként szolgált.

### Szótárkészítő tevékenysége
Kresznerics kiindulásul Szenczi Molnár Albert és Pápai Páriz Ferenc szótárait használta, adatait azonban a korabeli szótárakkal is összevetette. Baróti Szabó Dávid, Sándor István, Simai Kristóf munkáit zsinórmértékül használta, hogy meg tudja ítélni, az újabb művekben föllelt „szó nem a’ könyv-szerzőtől koholtt, hanem a’ régiség’ maradványaiból szedett szó”. A Magyar szótárban túlsúlyban vannak a régi szavak, de többnyire fölvette azokat a nyelvújítási szavakat is, amelyek e három szótárban megtalálhatók. Az írásbeli forrásokat Kresznerics élő nyelvi gyűjtéssel, címszavait táj-, ritkábban társalgási nyelvi adatokkal is kiegészítette: „Sokat a’ nép’ szájából is hallottam, ezeket is, ha az igaz magyar mértéket megütötték, föl jegyezgettem, hozzá tévén, hol, mikor, és melly értelemmel hallottam.” Szótárában gyakran nem csupán a följegyzés helyét és idejét, hanem használatát, kontextusát is leírja. Gazdag közmondásgyűjteménye alapján közli a szavak állandósult szókapcsolatait, sokszor magyar nyelvű szómegfeleltetést vagy magyarázatot is fűz a címszóhoz. Kresznerics szótára tehát sokkal inkább az egynyelvű, mint a kétnyelvű szótárak típusába tartozik, még ha sok címszó mellett megadja is annak latin ekvivalensét.
A szótár rendje kimunkált morfológiai koncepcióra épül. Kresznerics az 50 oldalas bevezetésben – amelybe Gáldi László feltételezése szerint beledolgozta jelentős Herder-hatást mutató Magyar nyelvkönyv szóképzésre vonatkozó fejezetét – bírálja a korábban kiadott betűrendbe rendezett szótárakat, amelyeket célszerűtlennek tartott. Szótárában a szavakat, kifejezéseket nem abszolút betűrendben, hanem ahogy a címben is utal rá, „gyökérrend”-ben adja meg. A képzett és összetett szavakat – egyébként betűrendben közölt – „gyökérszók”, vagyis egy szótagú szótövek alá rendezi.
Bár Kresznerics művét szokás az ún. „gyökerésző” szótárak között emlegetni, az nem etimológiai szótár, a szófejtés elsősorban a fő címszavak meghatározásában és a szóanyag címszó alá sorolásában érvényesül. A szótárban találni valóságos etimológiai kapcsolatokat tükröző szócikkeket, de téves elvonásokat, csupán alaki egyezést mutató megoldásokat is.
Történeti szóanyagot feldolgozó szótárként különös jelentősége van Kresznerics filológiai megoldásainak is. Adatközlésében is szigorúan tartotta magát a visszakereshetőséghez: Molnár Albert és Pápai Páriz szótárán „kívül akár melly könyv kerültt kezeim közé, kivált a’ Régiek közül, szorgalmatosan kiböngéztem belőlök a’ még föl nem jegyzett magyar szavainkat."
A szótár 1833-ban Zádor György javaslatára megkapta a Magyar Tudós Társaság kitüntetését.

### Fordítói tevékenysége
Már fiatal korában élénken érdeklődött az idegen nyelvek iránt. Tudott németül, latinul, olaszul, franciául, görögül és héberül.
Már kispap korában görögből fordított, olasz nyelvtant írt, 1790-ben pedig kéziratban maradt magyar nyelvtant állított össze (Magyar-Nyelv-Könyv). Kresznerics ebben a művében a korábbi és kortárs nyelvészeti munkák többségéről bírálóan nyilatkozik. Leginkább azt kifogásolja, hogy többségük a magyar nyelvhez természetének leírása helyett idegen nyelvekre jellemző szabályok alapján közelít.
Másik, németből fordított munkájának (Emberismerő) kinyomtatását a királyi cenzúra megtiltotta. A keleti nyelvekkel is komolyan foglalkozott: a héber mellett a perzsa és török nyelvet is ismerte, hogy azok nyelvtani szabályait a magyarral összehasonlítsa.

## Hagyatéka, emlékezete
Kresznerics István könyvtárából több mint száz könyvet még 1814-ben eladott a Nemzeti Múzeumnak. Megmaradt értékeit, köztük szótárának el nem kelt példányait 1817-ben kelt végrendelete szerint elárverezték. A Magyar Tudós Társaság könyvtárának bővítésére 200 darab incunabulát, 70 kötet kéziratot, 1060 kötet könyvet, több földképet, 7268 darab régi pénzt vásároltak meg. A bevételekből a szótárért kapott jutalommal együtt alapítványt hoztak létre, amely szegény rokonainak iskolai taníttatását támogatta.
Síremlékét a falu temetőjében az a Szilasy János, egykori szombathelyi tanítványa, későbbi nagyváradi kanonok állíttatta 1839-ben, aki halálakor a Tudós Társaságban emlékbeszédet tartott fölötte, és a szótár 1832-ben megjelenő második kötetének élén életrajzi összefoglalót írt róla. Szilasy után, bár neve föl-fölbukkan akadémiai iratokban, lapokban, elhalványul Kresznerics emléke. Méltán jegyzi meg Géfin Gyula 1929-ben megjelent művében, A Szombathelyi Egyházmegye történetében: „ma beszélnek Verseghyről és Kazinczyról, Fogarasiról és Ballagiról, pedig ők csak ott arattak, ahol Kresznerics a töretlen ugart kemény munkával felszántotta”. Komolyabb érdeklődés csak a 20. század közepén támad Kresznerics munkássága iránt. 1943-ban Horváth Ferenc szombathelyi történész-levéltáros doktori disszertációban foglalkozik vele. Gáldi László  A magyar szótárirodalom a felvilágosodás korában és a reformkorban című, 1954-ben nyomtatásban megjelent nagydoktori disszertációjában kimerítően elemzi a Magyar szótárt.
Az 1960-as évek közepén Zongor Ferenc alsósági helytörténész fedezte föl sírját. A sírhelyet a Nemzeti Emlékhely és Kegyeleti Bizottság 26/2007. számú határozatával „A” kategóriában a Nemzeti Sírkert részévé nyilvánította. Emlékét 1992-től gránittábla örökíti meg szülőhelyén, Iváncon, és a helyi általános iskola is a nevét viseli. A celldömölki városi könyvtár 1993-ban, működésének 40. évfordulója alkalmából vette fel a tudós pap nevét, 2008-ban pedig a város Kresznerics Ferenc-díjat alapított. Mellszobrát, Diénes Attila alkotását, 2016-ban, születésének 250. évfordulóján állították föl az alsósági római katolikus templom előtt.

## Művei
- Tentamen publicum ex architectura civili et hydrotechnica. Szombathely, 1802.
- Julianus: A császárok; ford., jegyz. Kresznerics Ferenc; Landerer, Posony–Pest, 1806
- Tentamen publicum e geometria pura et practica. Buda, 1807.
- Tentamen publicum ex algebra... Buda, 1808.
- Magyar szótár gyökérrenddel és deákozattal. I-II. Buda, 1831-32. (reprint kiadása a Tinta Könyvkiadónál)
- A Sági hegységnek törvényei. Le másolta az eredetiből Kresznerics Ferenc; Városi Könyvtár, Celldömölk, 1984 (A celldömölki Városi Könyvtár tájékoztató füzetei)

## Kéziratai
- Lexidion Graecum pro Privato suo usu… Pozsony, 1788.
- Az olaszul tanulo… Pozsony, 1789–1790.
- Magyar Nyelvkönyv Pozsony, 1790.
- Elemente Architecturae civilis...
- Dalgyűjteménye magyar-német-latin egyházi és világi dalokkal. 1790.
- Emlékezet segítsége. Válogatott közmondások... 1791-től.
- Acta Scholastica professoratus… 1793–1812.
- Tentamen publicum ex architectura civili et hydrotechnica. Szombathely, 1802.
- Numi Commatis Romani, Quos Museum Francisci Kresznerics Professoris Matheseos Complectitur. 1803.
- Catalogus Librorum. 1804.
- Héber-kori philologiai gondolatok. 1804–1830.
- Magyar közmondások. 1808.
- Gyökérrendű magyar Szó-tár. 1808-24.
- Exampla Mathematica praeprimis Algebraica in usum Suorum Discipulorum…1811.
- Dalgyűjteménye magyar-német-latin egyházi és világi dalokkal. 1816.
- Numi veteres, quos Museum Fr. Kresznerics complectitur. 1-2. köt. 1819.
- Analecta Philologica. 1-9. köt.
- Magyar helységek nevei... 1827.
- A Sági hegységnek törvényei. Le másolta az eredetiből Kresznerics Ferencz 1828-ban. [Hasonmás kiadása: Celldömölk: Városi Könyvtár. 1984.]
- Az Ember ismérő. Németből forditotta a Szombathelyi Máté Miklós. Leirta Kresznerics-Ferenc. [A Der Schlüssel Salamonis: oder die Kunst die menschlichen Gemüther erkennen. Wien: Binz. 1794. fordítása]
- Az erkölcstudományban előforduló nehezebb deák kifejezések megmagyarítása.
- Classici authores…
- Diplomata, quae collegit additis notis et citationibus…
- Elementa Architecturae Civilis…
- Elementa Geometriae practicae…
- Ius publicum et Ius Gentium.
- Libri Antiquiores. Bibliothecae meae Catalogo…